# Chamyla vecors
Chamyla vecors là một loài bướm đêm trong họ Noctuidae.